# Сухонське сільське поселення
Сухо́нське сільське поселення (рос. Сухонское сельское поселение) — сільське поселення у складі Міжріченського району Вологодської області Росії.
Адміністративний центр — село Шуйське.

## Населення
Населення сільського поселення становить 3195 осіб (2019; 3658 у 2010, 4390 у 2002).

## Історія
Станом на 1999 рік існували Сухонська сільська рада (41 населений пункт), Враговська сільська рада (25 населених пунктів) та Шейбухтовська сільська рада (18 населених пунктів).
2001 року ліквідовано присілки Балабаєво, Варнавино, Климцево, Палкино, Стрілка, Тараканцево Враговської сільради, присілки Андрієвське, Захарово, Марюшкіно, Погорілка, Страмшино, Ушаково Сухонської сільради, присілки Плющихіно, Федорково, Холм Шейбухтовської сільради.
Станом на 2002 рік існували Враговська сільрада (присілки Аксентово, Борщевка, Велике Макарово, Воробейцево, Врагово, Калитино, Козланга, Кропивино, Мале Макарово, Матвійцево, Михалево, Пішково, Плем'янниково, Підкурново, Попцово, Ропотово, Сбродово, Середнево, Щипино), Сухонська сільрада (село Шуйське, присілки Александровка, Афанасово, Бутово, Васькино, Вахрушево, Воїнське, Волташ, Дачне, Доровське, Жидовіново, Ішково, Кадасово, Копилово, Космово, Красотинка, Лопотово, Мала Сторона, Мотирі, Паньково, Парфенка, Петрищево, Підберезново, Поповське, Починок, Роздольна, Семеновське, Чортовське, Шихміно, Шонорово, селища Двіниця, Знаменське, Піонерський, Сухонський, Шиченга) та Шейбухтовська сільрада (село Шейбухтово, присілки Акуловське, Антроп'єво, Іванищево, Коцино, Макарово, Марковське, Мотовилово, Нікольське, Сахарово, Станове, Степановське, Тупицино, Турибаніно, Юсово).
2006 року сільради перетворені в сільські поселення. 2009 року ліквідовано Враговське сільське поселення, його територія увійшла до складу Сухонського сільського поселення. 2012 року утворено новий присілок Верхній Починок. 3 травня 2017 року ліквідовано Шейбухтовське сільське поселення, його територія увійшла до складу Сухонського сільського поселення. 2020 року ліквідовано присілки Бутово та Доровське.

## Склад
До складу сільського поселення входять:
| Населений пункт           | Населення, осіб (2002) | Населення, осіб (2010) |
| ------------------------- | ---------------------- | ---------------------- |
| Аксентово, присілок       | 9                      | 5                      |
| Акуловське, присілок      | 5                      | 2                      |
| Александровка, присілок   | 2                      | 2                      |
| Антроп'єво, присілок      | 0                      | 0                      |
| Афанасово, присілок       | 0                      | 0                      |
| Борщевка, присілок        | 7                      | 0                      |
| Бутово, присілок          | 0                      | 0                      |
| Васькино, присілок        | 15                     | 15                     |
| Вахрушево, присілок       | 0                      | 0                      |
| Велике Макарово, присілок | 7                      | 7                      |
| Верхній Починок, присілок | -                      | -                      |
| Воїнське, присілок        | 0                      | 0                      |
| Волташ, присілок          | 7                      | 0                      |
| Воробейцево, присілок     | 7                      | 4                      |
| Врагово, присілок         | 464                    | 357                    |
| Дачне, присілок           | 8                      | 6                      |
| Двіниця, селище           | 9                      | 1                      |
| Доровське, присілок       | 0                      | 0                      |
| Жидовіново, присілок      | 26                     | 18                     |
| Знаменське, селище        | 2                      | 1                      |
| Іванищево, присілок       | 0                      | 0                      |
| Ішково, присілок          | 8                      | 2                      |
| Кадасово, присілок        | 2                      | 0                      |
| Калитино, присілок        | 44                     | 43                     |
| Козланга, присілок        | 0                      | 0                      |
| Копилово, присілок        | 7                      | 0                      |
| Космово, присілок         | 44                     | 45                     |
| Коцино, присілок          | 5                      | 3                      |
| Красотинка, присілок      | 5                      | 2                      |
| Кропивино, присілок       | 14                     | 12                     |
| Лопотово, присілок        | 7                      | 4                      |
| Макарово, присілок        | 3                      | 1                      |
| Мала Сторона, присілок    | 58                     | 59                     |
| Мале Макарово, присілок   | 6                      | 3                      |
| Марковське, присілок      | 9                      | 11                     |
| Матвійцево, присілок      | 21                     | 10                     |
| Михальово, присілок       | 1                      | 0                      |
| Мотирі, присілок          | 14                     | 11                     |
| Мотовилово, присілок      | 0                      | 0                      |
| Нікольське, присілок      | 16                     | 8                      |
| Паньково, присілок        | 16                     | 12                     |
| Парфенка, присілок        | 7                      | 3                      |
| Петрищево, присілок       | 10                     | 0                      |
| Підберезново, присілок    | 1                      | 3                      |
| Підкурново, присілок      | 9                      | 7                      |
| Піонерський, присілок     | 178                    | 134                    |
| Пішково, присілок         | 27                     | 23                     |
| Плем'янниково, присілок   | 2                      | 0                      |
| Поповське, присілок       | 47                     | 57                     |
| Попцово, присілок         | 0                      | 0                      |
| Починок, присілок         | 1                      | 2                      |
| Роздольна, присілок       | 3                      | 1                      |
| Ропотово, присілок        | 10                     | 8                      |
| Сахарово, присілок        | 0                      | 0                      |
| Сбродово, присілок        | 30                     | 24                     |
| Семеновське, присілок     | 0                      | 0                      |
| Середнево, присілок       | 2                      | 1                      |
| Станове, присілок         | 0                      | 0                      |
| Степановське, присілок    | 10                     | 0                      |
| Сухонський, селище        | 0                      | 0                      |
| Тупицино, присілок        | 9                      | 10                     |
| Турибаніно, присілок      | 19                     | 17                     |
| Чортовське, присілок      | 0                      | 0                      |
| Шейбухта, село            | 473                    | 369                    |
| Шихміно, присілок         | 4                      | 1                      |
| Шиченга, селище           | 228                    | 86                     |
| Шонорово, присілок        | 1                      | 0                      |
| Шуйське, село             | 2436                   | 2250                   |
| Щипино, присілок          | 31                     | 17                     |
| Юсово, присілок           | 4                      | 1                      |